# Saint-Martin-du-Mont (Alvernia-Rodano-Alpi)
Saint-Martin-du-Mont è un comune francese di 1 660 abitanti situato nel dipartimento dell'Ain della regione dell'Alvernia-Rodano-Alpi.

## Società

### Evoluzione demografica
Abitanti censiti